# Yehasuri
Yehasuri (Yenosu'riye, Yehasu'rie), Yehasuri su nestašni, patuljasti duhovi prirode iz folklora Indijanaca Catawba. Općenito nisu opasna stvorenja, ali trikovi koje izvode ponekad mogu biti destruktivni, a ponekad su korišteni kao bauk da bi upozorili djecu na loše ponašanje. Poznati su i kao: Divlji Indijanci, Mali divlji Indijanci, Divlji ljudi, Nisu ljudi